# (31644) 1999 GY41
1999 GY41 (asteroide 31644) é um asteroide da cintura principal. Possui uma excentricidade de 0.11516160 e uma inclinação de 7.17225º.
Este asteroide foi descoberto no dia 12 de abril de 1999 por LINEAR em Socorro.